# Suite de valses
La Suite de valses est une suite pour piano composée par Emmanuel Chabrier en 1872. Trois valses sont encadrées par une introduction et une coda. La partition a été éditée à titre posthume, en 1913, par les Éditions Costallat. 
Cette Suite de valses est une des premières œuvres notables de son auteur. 

## Composition
Emmanuel Chabrier compose sa Suite de valses en 1872. La partition est éditée à titre posthume, en 1913, par les Éditions Costallat. Roger Delage note cette prédilection du compositeur, « amateur de danse, valseur endiablé lui-même. Il aime à prendre son élan sur le rythme ternaire et à s'amuser à inscrire sur sa pulsation régulière une mélodie qui l'enjambe irrégulièrement, habile à déplacer les accents, à nous ménager des surprises ».

## Présentation
La partition est en un seul mouvement, où « trois valses se succèdent, entre une introduction, et une coda qui les rappelle brièvement » :
1. Introduction — Molto moderato à 
 en mi majeur ;
2. Valse no 1 — « Mouvement de valse », Molto sostenuto à 
 en ut majeur ;
3. Valse no 2 — Leggiero en sol majeur ;
4. Valse no 3 — Dolce en mi bémol majeur ;
5. Coda — en ut majeur.

La durée d'exécution est d'environ 8 minutes.
Guy Sacre relève « un détail piquant qui trahit une époque : la deuxième valse contient quelques mesures « pour le concert », à supprimer si l'on jour « pour le bal». Ce sont les meilleures de l'œuvre, un court passage rêveur que parfume subtilement l'harmonie éolienne (mineur sans sensible) ». Roger Delage précise que cette indication, présente dans l'édition Costallat, est absente du manuscrit.

## Analyse
François-René Tranchefort considère qu'« on peut passer sous silence les œuvres de jeunesse » de Chabrier, dont cette Suite de valses. Guy Sacre admet que « ce n'est pas un chef-d'œuvre, mais du moins évoque-t-elle son auteur, comme votre reflet lointain, dans une glace obscure, peut vous ressembler ».

## Discographie
- Emmanuel Chabrier : L'Œuvre pour piano par Pierre Barbizet et Jean Hubeau (janvier-février 1982, 2CD Erato 4509-95309-2, 1994)

### Ouvrages généraux
- Guy Sacre, La musique pour piano : dictionnaire des compositeurs et des œuvres, vol. I (A-I), Paris, Robert Laffont, coll. « Bouquins », 1998, 1495 p. (ISBN 978-2-221-05017-0), « Emmanuel Chabrier », p. 610-620.
- Collectif et François-René Tranchefort (dir.), Guide de la musique de piano et de clavecin, Paris, Fayard, coll. « Les Indispensables de la musique », 1987, 870 p. (ISBN 978-2-213-01639-9), « Emmanuel Chabrier », p. 201-206.